# Ageniaspis avetianae
Ageniaspis avetianae är en stekelart som beskrevs av Trjapitzin och Herthevtzian 1971. Ageniaspis avetianae ingår i släktet Ageniaspis och familjen sköldlussteklar.
Artens utbredningsområde är Armenien. Inga underarter finns listade i Catalogue of Life.